# Hanna Bieber-Böhm
Hanna Bieber-Böhm (née le 6 février 1851 à Jakunowo (de) en province de Prusse et morte le 15 avril 1910 à Berlin) est une peintre allemande, militante des droits des femmes, représentante du mouvement des femmes bourgeoises, pionnière du travail social et réformatrice sociale. Elle introduit la question de la prostitution dans le mouvement des femmes, se positionne comme proche des abolitionnistes bien qu'adoptant une ligne plus conservatrice.

## Biographie

### Jeunesse
Hanna Elmire Flora Bieber est née à Jakunowo le 6 février 1851. Elle est l'aînée des huit filles d'Otto Böhm, un propriétaire foncier, et Bertha Böhm. À la mort de leur mère en 1870, elle doit aider à élever ses sœurs. Après le remariage de son père en 1874, elle entreprend des études de peinture à Munich, Berlin, Paris et en Italie. Elle est notamment l'élève de Karl Gussow. Ses tableaux, portraits, silhouettes et paysages, sont montrés dans les expositions du Königsberger Kunstverein dans les années 1883 et 1887. Elle est membre de l'Association des femmes peintres de Berlin.
À Berlin, elle rencontre l'étudiant en droit Richard Bieber. Ils se marient en 1888 au déplaisir de sa famille et sans mariage religieux car Richard Bieber est juif. Après son mariage, elle se consacre au travail social à Berlin,.

### Travail social
« Il y a tant de gens qui peignent, mais le travail social que je fais est beaucoup plus important. ».
Elle s'intéresse particulièrement aux questions d'éthique (Sittlichkeit). Elle co-fonde le Realgymnasium pour filles de Berlin-Charlottenburg, qui est ensuite repris par la ville.
En 1888-1889, avec Richard Bieber, elle fonde le Verein Jugendschutz (association de protection de la jeunesse), qui a pour objectif de secourir les « filles déchues » et les «hommes séduits». L'association gère des homes dans lesquels les jeunes filles trouvent logement, nourriture, formation et éducation aux tâches ménagères,,,.

### Positions abolitionnistes
Bien qu'elle poursuive des objectifs similaires à ceux d'abolitionnistes comme Anita Augspurg, elle adopte une ligne beaucoup plus conservatrice. Elle estime que la prostitution est causée par un manque de moralité. Elle s'oppose à la réglementation par l'état de la prostitution qui n'empêche pas la propagation des maladies vénériennes et reconnaît la prostitution en donnant des autorisations officielles de travail (Gewerbescheine) aux prostituées. Elle ne souhaite cependant pas la décriminalisation de la prostitution, préconise au contraire de renforcer les contrôles et de confier la surveillance, la punition et la réhabilitation des prostituées à des femmes âgées et éduquées. Elle demande que les prostituées et leurs clients soient tous deux punis (et non seulement les prostituées comme c'est alors le cas, le client ne subissant qu'une réprimande). Elle préconise pour chacune une peine de prison de un à deux ans assortie d'une rééducation morale. Les prostituées mineures doivent être rééduquées dans des établissements d'éducation, liés à des écoles d'enseignement ménager pour préparer les résidentes à leur vie future, l'alcool est interdit partout car Hanna Bieber-Böhm mène également une lutte contre l'alcoolisme,. Comme mesure préventive, elle demande que les médecins soient obligés d'informer les membres de la famille de la contamination d'un patient par une maladie vénérienne, afin d'empêcher de futures transmissions,,.
Selon Jill Suzanne Smith, Hanna Bieber-Böhm a une vision de classe, attribuant aux classes ouvrières alcoolisme, mauvaise éducation et immoralité et considérant le mode de vie bourgeois comme l'exemple à suivre.
Ses positions restrictives l'opposent directement à Anna Pappritz.

### Bund Deutscher Frauenvereine
Comme membre de l'Association générale des femmes allemandes (Allgemeine Deutsche Frauenverein, ADF), Hanna Bieber-Böhm fait partie de la délégation allemande au Congrès mondial des organisations représentatives des femmes à Chicago en 1893.
En 1894, elle est une des fondatrices du Bund Deutscher Frauenvereine (Union des organisations féministes allemandes, BDF) et fait partie de son premier conseil d'administration. En tant que membre de la commission juridique du BDF, elle est co-responsable d'une requête (Petition)  dans le cadre de la révision du projet de code civil. Dans ce document, le BDF exige :
- l'introduction de la séparation des biens dans le mariage afin qu'à l'avenir les épouses puissent décider elles-mêmes des biens qu'elles apportent au mariage ;
- l'égalité des mères et des pères dans l'exercice de l'autorité parentale ;
- l'amélioration de la situation des enfants illégitimes[5],[2].

L'un des mérites d'Hanna Bieber-Böhm est d'avoir introduit la question de la prostitution dans le mouvement des femmes et à imposer ses vues sur le sujet, même s'il reste considéré comme "sale",. En 1902, Anna Pappritz est élue au conseil d'administration du BDF. Dans les années qui suivent, elle réussit à ancrer son idée de l'abolitionnisme dans la commission de moralité du BDF et ainsi à renverser les positions de Hanna Bieber-Böhm.

### Maison de vacances de Neuzelle
En 1902, avec l'héritage de son père, Hanna Bieber-Böhm achète une maison de vigneron reconvertie à Neuzelle et y installe une maison de vacances et convalescence. Elle accueille des jeunes femmes affaiblies, des mères avec des enfants et des femmes plus âgées et offre une formation ménagère et horticole. En 1908, 120 personnes y séjournent. Hanna Bieber-Böhm elle-même y séjourne régulièrement,.

### Fin de vie
Elle décède le 15 avril 1910 après une longue maladie.
Son urne est enterrée dans la tombe de style Art nouveau érigée en son honneur dans un espace boisé appartenant à la Fondation Neuzelle, qui porte l'inscription « Elle a vécu pour les autres ». Le mémorial tombe dans l'abandon durant des décennies avant d'être restauré en 2013.
La maison de Neuzelle est aujourd'hui un internat moderne.

## Œuvres
- (de) Hanna Böhm, Dunkle Bilder (peintures avec silhouettes) - Volume 1, 1874, vol. 2, 1881 Lire en ligne
- (de) Hanna Böhm, Märchenbilder, après 1881

Hanna Bieber-Böhm défend la condition des femmes lors de nombreuses conférences. Ses interventions sont souvent publiées, sous forme de fascicules, comme :
- (de) 26.000 Schlafstellen! Ein Hilferuf… Gefahren der ersten Kinderjahre, Impression d'une conférence 1890
- (de) Vorschläge zur Bekämpfung der Prostitution, conférence imprimée en 1895 en pièce jointe à la pétition susmentionnée
- (de) Die Sittlichkeitsfrage, eine Gesundheitsfrage, conférence imprimée en 1896
- (de) Marie Stritt, Hanna Bieber-Böhm, Häusliche Knabenerziehung, Imberg & Lefson, 1894, 12 p.
- (en) Die Jugendschutz (Protection of Minors), discours tenu au Congress of Representative Women, Chicago World’s Fair, mai 1893 Lire en ligne